# Celama leukosticta
Celama leukosticta är en fjärilsart som beskrevs av Schaw. 1911. Celama leukosticta ingår i släktet Celama och familjen trågspinnare. Inga underarter finns listade i Catalogue of Life.